# شورش اوشیئو هیهاچیرو
شورش اوشیئو هی‌هاچیرو (به ژاپنی: 大塩平八郎の乱 おおしおへいはちろうのらん)، این یک شورش علیه شوگون‌سالاری ادو، در ۲۵ مارس سال ۱۸۳۷، در دوره ادو، در اوساکا توسط اوشیئو هیهاچیرو (چوسای)، یکی از اعضای سابق دفتر بوگیوی شهراوساکا، و شاگردانش بود. شورش اوشیئو یا حادثه اوشیئو نیز نامیده می‌شود.

## زمینه
به دلیل قحطی بزرگ تنپو که تا سال قبل، ۱۸۳۶ ادامه داشت، قیام‌های دهقانی به‌طور مکرر در نقاط مختلف رخ داد. در اوساکا نیز کمبود برنج وجود داشت. حاکم سابق اوساکا اوشیئو هیهاچیرو و همچنین استاد و محقق یومی یانگ مینگیسم به دادسرا پیشنهاد داد تا به مردم کمک کند، اما او رد شد و او چاره ای برای کمک نداشت.
بنابراین، هیهاچیرو اوشیو تمام کتاب‌های خود را به مبلغ ۵۰۰۰۰ ین فروخت و عواید حاصل از آن را برای کمک به مردم مصرف کرد، اما دفتر دادگاه حتی این کار را یک ترفند تبلیغاتی در نظر گرفت. علاوه بر این، علیرغم مصیبت مردم، قاضی شهر اوساکا، آتوبه یوشیسوکه (برادر میزونو تاداکونی، دولتمرد بزرگ) وضعیت اسفبار اوساکا را در نظر نگرفت و برنج را در اوساکا از بازرگانان ثروتمند خریداری کردند و برای ذخیره‌سازی در مراسم شوگون شدن توکوگاوا ایه‌یوشی (۱۸۵۳ – ۱۸۳۷) به ادو فرستاد. هنگامی که هیهاچیرو اوشیو و شاگردانش از این موضوع مطلع شدند، متوجه شدند که دفتر قاضی و شوگون‌سالاری ادو با پاسخگویی به مردم مشکل اساسی دارند.
آنها در تدارک یک قیام مسلحانه، اموال خانه خود را فروختند، خانواده‌های خود را طلاق دادند و سلاح‌های گرم مانند توپ و مواد منفجره تهیه کردند. او برای سرکوب قیام به استادان و شاگردان مدارس خصوصی آموزش نظامی داد و گفت: «باید بر تجار متمول حکم الهی را صادر کنیم».
از سوی دیگر، او نامه ای نوشت و از کلاهبرداری در اداره قاضی شهر اوساکا و فساد مقامات شکایت کرد و آن را به شوگون‌سالاری ادو فرستاد. طبق عادت، هوری توشیکاتا، قاضی جدید نیشیماچی، قرار بود به همراه آتوبه یوشیسوکه، قاضی هیگاشیماچی در ۱۹ فوریه، روزی که در منطقه تنما گشت‌زنی می‌کنند، در این منطقه استراحت خواهند کرد. محل استراحت در محل سکونت مقامات یوریکی در نزدیکی عمارتاوشیئو هیهاچیرو بود، در حالی که آنها نقشه ای برای حمله به هر دوی آنها با توپ و کشتن آنها در یک انفجار طراحی کردند. این طرح در ماه دوازدهم به شاگردان اصلی اوشیئو اعلام شد. همه شاگردان او مات و مبهوت شدند و چند نفر ناامیدانه سعی کردند اوشیئو را متقاعد کنند که او را منصرف کند، اما اوشیئو گوش نکرد. علاوه بر این، اگرچه این طرح به آنها ارائه شد، بسیاری از شاگردانش با آن موافق نبودند و شروع به فاصله گرفتن از اوشیئو کردند و در شورش شرکت نکردند.
طرفداران اوشیئو از اقامتگاه اوشیئو در شهر اوساکا خارج شد، از پل نانبا گذشتند و به محل کسب تجار ثروتمند حمله کردند. در مجموع حدود ۳۰۰ نفر از کشاورزان اطراف و مردم شهر اوساکا برای حمله به آنجا کشیده شدند. آنها پرچم «نجات» را به اهتزاز درآوردند و توپ و تیرهای آتشین را به سمت خانه‌های تجاری ثروتمند آتش پرتاب کردند. نیروهای اوشیو و نیروهای قاضی در اوچیهیرانو-چو با هم درگیر شدند، اما بلافاصله توسط دفتر قاضی پراکنده شدند و پراکنده شدند. سپس این دو نیرو در نزدیکی آواجی چو با هم درگیر شدند، اما نیروهای اوشیو نابود شدند و قیام تنها در نیم روز سرکوب شد. سه نفر از نیروهای اوشیئو در این نبرد کشته شدند، و ۱۵ نفر در درگیری کشته شدند، اما هیچ‌یک از افراد در دفتر اداری اوساکا زخمی نشدند.
علت شکست شورش این بود که درست قبل از آن، همرزمانش فرار کردند و شورش را گزارش کردند و چون اطلاعاتی از شورش از قبل درز کرده بود، ظرف نیم روز شورش سرکوب شد.
اوشیئو که فرار کرده بود با استفاده از باروت خودکشی کرد. اگرچه شورش اوشیئو با شکست به پایان رسید، اما تأثیر زیادی بر ژاپن گذاشت و متعاقباً منجر به درخواست اصلاحات اجتماعی در مکان‌های مختلف شد. در نتیجه، از حدود سال ۱۸۴۱ (سال دوازدهم تنپو)، شوگون‌سالاری ادو اصلاحات تنپو را اجرا کرد.